# Anthene galla
Anthene galla är en fjärilsart som beskrevs av Henry Stempffer 1947. Anthene galla ingår i släktet Anthene och familjen juvelvingar. Inga underarter finns listade i Catalogue of Life.